# Lijst van departementen en arrondissementen in Bourgogne-Franche-Comté
De Franse regio Bourgogne-Franche-Comté heeft de volgende departementen en arrondissementen:

## Côte-d'Or
- Beaune
- Dijon
- Montbard

Zie ook lijsten van de kantons en de gemeentes.

## Doubs
- Besançon
- Montbéliard
- Pontarlier

Zie ook lijsten van de kantons en de gemeentes.

## Haute-Saône
- Lure
- Vesoul

Zie ook lijsten van de kantons en de gemeentes.

## Jura
- Dole
- Lons-le-Saunier
- Saint-Claude

Zie ook lijsten van de kantons en de gemeentes.

## Nièvre
- Château-Chinon (Ville)
- Clamecy
- Nevers
- Cosne-Cours-sur-Loir

Zie ook lijsten van de kantons en de gemeentes.

## Saône-et-Loire
- Autun
- Chalon-sur-Saône
- Charolles
- Louhans
- Mâcon

Zie ook lijsten van de kantons en de gemeentes.

## Territoire de Belfort
- Belfort

Zie ook lijsten van de kantons en de gemeentes.

## Yonne
- Auxerre
- Avallon
- Sens

Zie ook lijsten van de kantons en de gemeentes.